# Humbertium ravenalae
Humbertium ravenalae este o specie de viermi plați cu cap ciocan care aparține genului Humbertium. Specia a fost descrisă inițial de Ludwig von Graff în anul 1899, când a fost numită Perocephalus ravenalae.